# Veev
Veev (ou VEEV), est une marque de cigarettes électroniques produites par Philip Morris International (PMI).
Les premières cigarettes électroniques fabriquées par PMI sont lancées en 2016 au Royaume-Uni sous le nom de « Veev Mesh », en référence à la technique utilisée alors. Cette version est abandonnée en 2020 et laisse place à d'autres dispositifs « Veev », soit en tant que marque autonome, soit sous l'ombrelle plus large de la marque Iqos. Une version jetable appelée « Veeba » est lancée au Canada et au Royaume-Uni en 2022, avant d'être rebaptisée « Veev Now » (« VEEV pré-remplie » en France) au fur et à mesure de son déploiement dans d'autres pays. La version réutilisable devient pour sa part « Veev One ».

## Histoire
Philip Morris International annonce en novembre 2013 son intention d'entrer sur le marché de la cigarette électronique en développant sa propre technique. En attendant que celle-ci soit opérationnelle, la compagnie acquiert en 2014 le leader britannique Nicocigs, propriétaire des marques « Nicolites » et « Vivid » : celles-ci sont dès lors vendues par la filiale britannique de PMI jusqu'à leur retrait du marché en 2019,. En 2015, PMI conclut également un accord avec l'américain Altria pour distribuer les cigarettes électroniques « MarkTen », renommées « Solaris », en Espagne et en Israël. Ces produits sont retirés de la vente en 2020.
En 2016, PMI lance sa propre e-cigarette développée sous le nom « IQOS Mesh » : après une phase de test dans plusieurs villes du Royaume-Uni, les ventes sont étendues à l'ensemble du pays à partir de 2018. En 2019, André Calantzopoulos, PDG du groupe, annonce le lancement imminent d'une nouvelle génération de cigarettes électroniques : Mesh est retirée du marché britannique en avril 2020 avant que PMI ne lance Veev (commercialisée sous le nom d'Iqos Veev dans plusieurs pays) pour la remplacer,.
Ce lancement international est fortement ralenti par la pandémie de Covid-19. Les premières Veev n'arrivent en Nouvelle-Zélande qu'en septembre 2020, puis leur vente est progressivement étendue à une dizaine d'autres pays, dont l'Italie, où elles conquièrent près de 20 % du marché local dès la mi-2022,.
« Veeba », une version jetable, est lancée en 2022 au Canada puis au Royaume-Uni,. Le produit est rebaptisé « Veev Now » au cours de l'année 2023 et connaît une commercialisation de plus en plus large à travers le monde.

## Controverses
Les différentes variantes de Veev sont promues par PMI comme des alternatives aux cigarettes, aidant les fumeurs adultes à passer à des produits dits sans fumée, à l'instar du tabac chauffé (Iqos) et des produits oraux (Zyn) également présents dans le portefeuille du groupe,. Plusieurs chercheurs ont néanmoins remis en question la sincérité de cette démarche : en mars 2022, le professeur Robert K. Jackler de la faculté de médecine de l'université de Stanford a par exemple déclaré qu'« Il semble clair que la campagne Smoke Free Future de PMI n'est pas axée sur le sevrage tabagique, mais plutôt sur la légitimation et la promotion de systèmes alternatifs d'administration de nicotine, tels que son tabac chauffé Iqos et son e-cigarette ».
En août 2022, PMI est critiquée en Australie (où les e-cigarettes ne peuvent être vendues que sur ordonnance), pour son projet visant à payer les pharmaciens pour qu'ils fassent la promotion de Veev auprès de leurs clients. Le cigarettier précise à l'époque que « le programme n'a jamais commencé » et que la compagnie ne changerait pas d'avis à ce sujet.